# Silca
Silca is een gemeente (gemeentecode 1521) in het departement Olancho in Honduras.
Het dorp ligt aan de rivier Telica. In 1865 heeft er een grote brand gewoed.

## Bevolking
De bevolking is als volgt verdeeld:
| Vrouwen | 4088 | 50,6% |
| Mannen  | 3999 | 49,4% |

## Dorpen
De gemeente bestaat uit drie dorpen (aldea), waarvan het grootste qua inwoneraantal: La Cruz (code 152103).